# Raiko Marinov
Raiko Marinov –en búlgaro, Райко Маринов– es un deportista búlgaro que compitió en lucha grecorromana. Ganó una medalla de plata en el Campeonato Mundial de Lucha de 1990, en la categoría de 48 kg.

## Palmarés internacional
| Campeonato Mundial | Campeonato Mundial | Campeonato Mundial | Campeonato Mundial |
| Año                | Lugar              | Medalla            | Categoría          |
| ------------------ | ------------------ | ------------------ | ------------------ |
| 1990               | Ostia (Italia)     | Medalla de plata   | 48 kg              |